# Muttontown
Muttontown es una villa ubicada en el condado de Nassau en el estado estadounidense de Nueva York. En el año 2000 tenía una población de 3.412 habitantes y una densidad poblacional de 216,4 personas por km². Muttontown se encuentra dentro del pueblo de Oyster Bay.

## Geografía
Muttontown se encuentra ubicada en las coordenadas 40°49′20″N 73°31′37″O / 40.82222, -73.52694. Según la Oficina del Censo, la ciudad tiene un área total de 15,8 km² (6,1 mi²), de la cual 15,8 km² (6,1 mi²) es tierra y 0,9 km² (0,3 mi²) (11.95%) es agua.

## Demografía
Según la Oficina del Censo en 2000 los ingresos medios por hogar en la localidad eran de $184,386, y los ingresos medios por familia eran $190,358. Los hombres tenían unos ingresos medios de $100,000 frente a los $53,846 para las mujeres. La renta per cápita para la localidad era de $88,020. Alrededor del 3.4% de la población estaban por debajo del umbral de pobreza.